# Xilithus xiaojing
Espèce
Synonymes
- Acrolithus xiaojing Liu & Li, 2022

Xilithus xiaojing est une espèce d'araignées aranéomorphes de la famille des Phrurolithidae.

## Distribution
Cette espèce est endémique de Chine. Elle se rencontre au Jiangxi et au Hunan.

## Description
Le mâle holotype mesure 2,71 mm et la femelle paratype 3,68 mm.

## Systématique et taxinomie
Cette espèce a été décrite sous le protonyme Acrolithus xiaojing par Liu et Li en 2022. Acrolithus Liu & Li, 2022, préoccupé par Acrolithus Freytag & Ma, 1988, a été remplacé par Xilithus par Lin et Li en 2023.

## Étymologie
Son nom d'espèce lui a été donné en référence au lieu de sa découverte, Xiaojing.

## Publication originale
- Liu, Li, Zhang, Ying, Meng, Fei, Li, Xiao & Xu, 2022 : « Unknown species from China: the case of phrurolithid spiders (Araneae, Phrurolithidae). » Zoological Research, vol. 43, no 3, p. 352-355, Suppl. I : p. 1-5, Suppl. II : p. I-CCXX (texte intégral).